# Universitatea de Stat de Construcții Civile din Moscova
Universitatea de Stat de Construcții Civile din Moscova sau MGSU (în rusă Московский Государственный Строительный Университет, transliterat: Moskovskii Gosudarstvennîi Stroitelnîi Universitet, acronim МГСУ) este o instituție de învățământ superior situată în Moscova, Rusia..
Universitatea deține statutul de Universitate Națională de Cercetare. Universitatea Națională de Cercetare de Inginerie Civilă din Moscova (NRU MGSU) este cea mai importantă universitate din Federația Rusă în domeniul construcțiilor.
MGSU pregătește ingineri, specialiști și manageri în domeniul construcțiilor industriale, civile și energetice, al managementului construcțiilor, al sistemelor și tehnologiilor informaționale. MGSU dispune de complexe moderne de laborator și de cercetare. Universitatea are experiență de cooperare internațională cu centre științifice și educaționale din 30 de țări. 